# Kremlin
|  | Per a altres significats, vegeu «Kremlin (desambiguació)». |

Kremlin (кремль) és una paraula russa que designa una fortalesa, una ciutadella o un castell, i que es fa servir per referir-se a qualsevol edificació fortificada situada en una ciutat històrica russa, la més coneguda de les quals és el Kremlin de Moscou, o el govern de la Federació Russa, on està situat.